# Madonna mit Kind (Bègues)

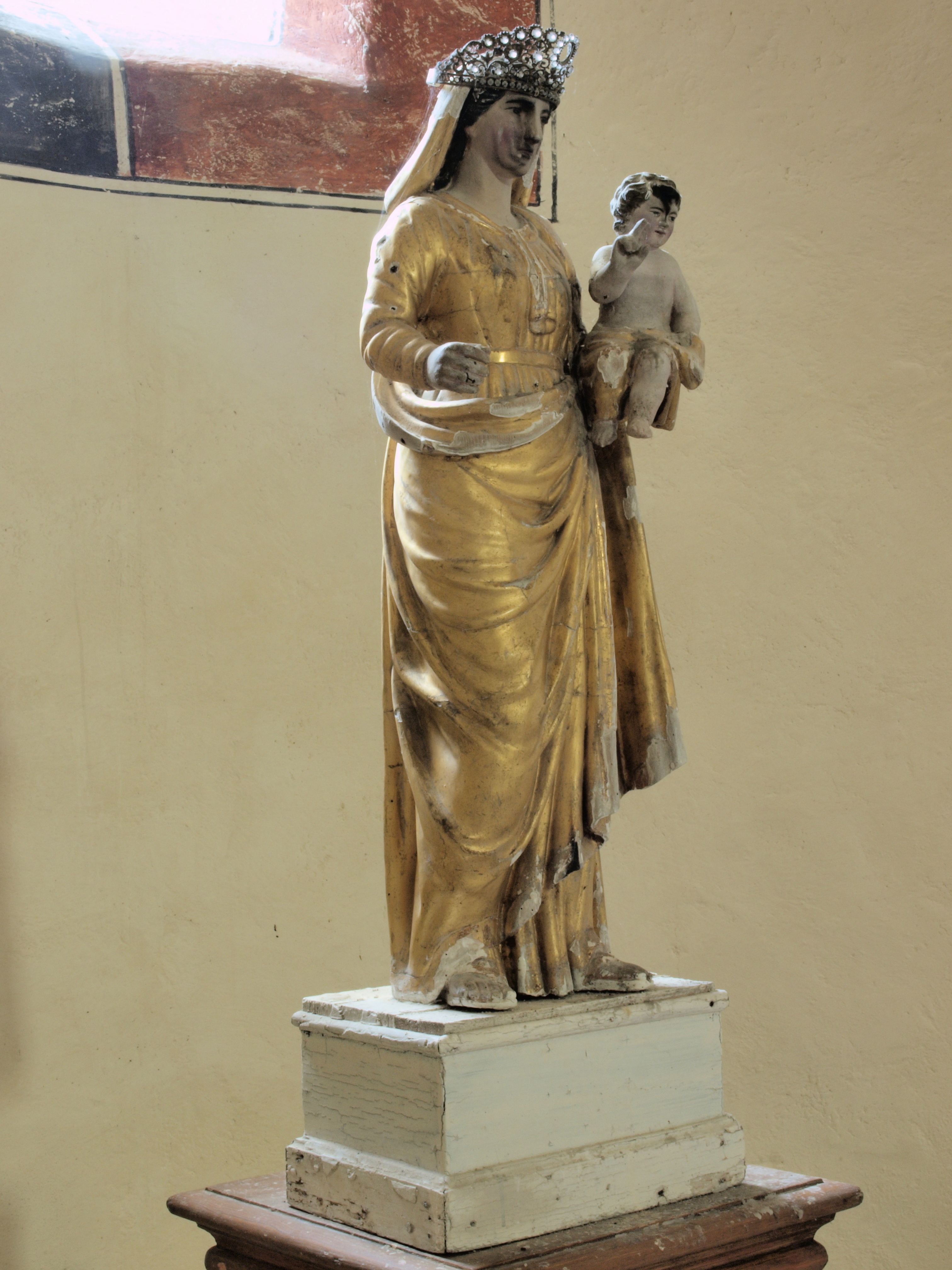
Madonna mit Kind in Bègues

Die Skulptur Madonna mit Kind in der Kirche St-Aignan in Bègues, einer französischen Gemeinde im Département Allier der Region Auvergne-Rhône-Alpes, wurde im 18. Jahrhundert geschaffen. Im Jahr 1982 wurde die barocke Skulptur als Monument historique in die Liste der denkmalgeschützten Objekte (Base Palissy) in Frankreich aufgenommen.
Die Skulptur aus Holz ist farbig gefasst und vergoldet. Das Jesuskind sitzt auf dem linken Arm von Maria, die eine Krone auf dem Kopf trägt, und hält die rechte Hand zum Segen erhoben.